# San Felipe, Guanajuato
San Felipe är en kommunhuvudort i Mexiko.   Den ligger i kommunen San Felipe och delstaten Guanajuato, i den centrala delen av landet, 300 km nordväst om huvudstaden Mexico City. San Felipe ligger 2 090 meter över havet och antalet invånare är 26 072.
Terrängen runt San Felipe är platt österut, men västerut är den kuperad. Runt San Felipe är det ganska glesbefolkat, med 31 invånare per kvadratkilometer. San Felipe är det största samhället i trakten. Trakten runt San Felipe består i huvudsak av gräsmarker.